# Distretto di Kamrup
Il distretto di Kamrup è un distretto dello stato dell'Assam in India. Il suo capoluogo è Amingaon.